# Bo Widerberg
Bo Gunnar Widerberg (Malmö, 8 juni 1930 – Båstad, 1 mei 1997) was een Zweeds auteur en filmregisseur.
Widerberg begon zijn loopbaan als auteur en publiceerde vanaf 1952 zeven boeken. In de jaren 60 begon hij te werken als filmcriticus. Hij stelde de positie van regisseur Ingmar Bergman in de Zweedse filmindustrie ter discussie en noemde diens scenario's stijf en gekunsteld. In 1963 debuteerde hij met de lange speelfilm Barnvagnen. In datzelfde jaar draaide hij ook de dramafilm Kvarteret Korpen, waarmee hij zowel bij het publiek als bij de critici veel bijval oogstte. Widerberg geloofde dat film het resultaat moest zijn van sociale betrokkenheid en maatschappijkritiek.
Widerberg kreeg voor Kärlek 65 de FIPRESCI Prize op het Internationaal filmfestival van Berlijn van 1965 en voor Lust och fägring stor zowel de Grote prijs van de jury als de Blue Angel Award op hetzelfde festival in 1996. Hij won zowel de juryprijs op het Filmfestival van Cannes als de Bodil voor beste Europese film voor Ådalen 31 en twee jaar later opnieuw de juryprijs van Cannes voor Joe Hill. Voor zowel Ådalen 31 als Lust och fägring stor won hij ook een Guldbagge.
In 1997 ontving Widerberg de Zweedse koninklijke onderscheiding Litteris et Artibus. In hetzelfde jaar stierf hij op 66-jarige leeftijd aan de gevolgen van maagkanker.

## Filmografie
- 1962: Pojken och draken (korte film)
- 1963: Barnvagnen
- 1963: Kvarteret Korpen
- 1965: Kärlek 65
- 1966: Heja Roland!
- 1967: Elvira Madigan
- 1968: Den vita sporten (documentaire)
- 1969: Ådalen 31
- 1971: Joe Hill
- 1974: Fimpen
- 1976: Mannen på taket
- 1984: Mannen från Mallorca
- 1986: Ormens väg på hälleberget
- 1987: Victoria
- 1995: Lust och fägring stor